# راست‌کوک و چپ‌کوک
در موسیقی سنتی ایرانی دو روش برای کوک‌کردن سازها، به ویژه سازهای زهی زخمه‌ای نظیر تار و سه‌تار به کار می‌رود که به یکی راست‌کوک و به دیگری چپ‌کوک گفته می‌شود. در سازهای دیگر نظیر سنتور نیز این اصطلاح برای اشاره به محل اجرای موسیقی به کار می‌رود. در خوانندگی نیز این اصطلاح برای اشاره به گستره صوتی وکال خواننده به کار گرفته می‌شود. اصطلاح راست‌کوک برای نحوه‌ای از کوک کردن و اجرای ساز یا آواز به کار می‌رود که با گستره صوتی وکال صدای مردان هماهنگ‌تر است و با گسترهٔ صوتی باریتون معادل دانسته شده‌است. به‌طور مقابل، اصطلاح چپ‌کوک به نحوه‌ای از کوک کردن اشاره دارد که برای صدای زنان که زیرتر است، مناسب است.
فاصلهٔ بین آنچه در چپ‌کوک و راست‌کوک نواخته می‌شود حدود چهارم درست تا پنجم درست است. اگر چه از زمان صفی‌الدین ارموی — موسیقی‌دان سدهٔ هفتم هجری — کوک‌هایی که شبیه به چپ‌کوک امروزی هستند به جای مانده‌اند، اما ابداع چپ‌کوک در ماهور به آقاحسینقلی — موسیقی‌دان دورهٔ قاجاریه — نسبت داده می‌شود. افزودن خرک به ساز سنتور برای این که بتوان چپ‌کوک را روی آن اجرا کرد نیز به حسین ملک نسبت داده می‌شود.
بیشتر خوانندگان زن موسیقی سنتی ایرانی، به خاطر زیرتر بودن صدایشان، در چپ‌کوک آواز می‌خوانند، اما برخی نظیر دلکش قادر به اجرا در راست‌کوک نیز بوده‌اند. از سوی دیگر، برخی از دستگاه‌ها (از جمله نوا و راست‌پنج‌گاه) در گذشته فقط در راست‌کوک اجرا می‌شدند و اجرایشان به زنان سپرده نمی‌شد، اما در دورهٔ قاجاریه که زنان در خوانندگی پیشرفت چشمگیری کردند، اجرای این دستگاه‌ها در چپ‌کوک نیز متداول گشت.
در مورد ریشهٔ نام اصطلاح راست‌کوک و چپ‌کوک اختلاف نظر است. بسیاری آن را به گردش گوشی‌های ساز به سمت چپ یا راست برای تغییر کوک ساز نسبت می‌دهند، اما مرتضی حنانه به این دیدگاه نقدهایی وارد کرده‌است. حنانه خود نظریه‌ای دیگر ارائه کرده که مبتنی بر موقعیت سیم‌های زیر و بم ساز در حالتی است که ساز عمودی نگه داشته شود (مثل نحوهٔ نواختن کمانچه). نظریات دیگری هم بر اساس موسیقی‌های ملیت‌های دیگر ارائه شده که اعتبارشان مورد سؤال است.

## تعریف
| دستگاه     | راست‌کوک            | چپ‌کوک  |
| ---------- | ------------------ | ------ |
| شور        | سل (یا لا)         | ر      |
| نوا        | سل                 | دو     |
| سه‌گاه      | لا کرن (یا سی کرن) | می کرن |
| چهارگاه    | سل                 | دو     |
| همایون     | سل                 | ر      |
| ماهور      | سل                 | دو     |
| راست‌پنج‌گاه | فا                 | دو     |

اصطلاح راست‌کوک برای نحوه‌ای از کوک‌کردن و اجرای ساز به کار می‌رود که با گستره صوتی وکال صدای مردان هماهنگ‌تر است. به‌طور مقابل، اصطلاح چپ‌کوک به نحوه‌ای از کوک کردن اشاره دارد که برای صدای زنان که زیرتر است مناسب است.
به همین تناسب، در کوک‌کردن سازهایی نظیر تار و سه‌تار، دو نوع کوک به کار می‌رود چنان‌که در حالت راست‌کوک ساز برای اجرای در گستره صوتی بمتر کوک می‌شود و در حالت چپ‌کوک برای اجرای در گستره صوتی زیرتر. برخی دستگاه‌ها را می‌توان در هر دو کوک اجرا کرد؛ مثلاً در اجرای دستگاه ماهور با سازی نظیر سه‌تار، حالت اول آن است که ساز به صورتی که برای نواختن چهارگاه متداول است کوک می‌شود (دو - سل - دو - دو) و ماهور برپایهٔ نت دو و از بالای دستهٔ ساز نواخته می‌شود؛ به این نوع، ماهورِ «چپ‌کوک» یا ماهورِ «بالادسته» گفته می‌شود و اختراع آن به آقا حسینقلی نسبت داده می‌شود. حالت دوم آن است که اجرای ماهور برپایهٔ نت فا و از میان دستهٔ ساز شروع شود که به آن ماهور «راست‌کوک» گفته می‌شود. معمولاً فاصلهٔ نت پایه بین حالت راست کوک و چپ‌کوک، یک چهارم درست یا پنجم درست است.
همهٔ سازها لزوماً امکان اجرای موسیقی به هر دو روش چپ‌کوک و راست‌کوک را ندارند. برای نمونه، سنتور در گذشته تنها برای اجرا در یکی از دو کوک قابل استفاده بود. حسین ملک بعداً تحت تأثیر آموزش‌های ابوالحسن صبا یک خرک به سیم‌های سفید و دو خرک به سیم‌های زرد اضافه کرد. این سنتور جدید که دارای یازده خرک در قسمت زرد و ده خرک در قسمت سفید است را می‌توان به هر دو صورت راست‌کوک و چپ‌کوک تنظیم کرد و با آن موسیقی اجرا کرد و در نتیجه، نوازندهٔ سنتور می‌تواند به‌طور گسترده‌تری با خوانندگان همراهی کند.

### در خوانندگی
اصطلاح راست‌کوک و چپ‌کوک برای اشاره به خوانندگی نیز به کار می‌رود؛ مثلاً به باور رضا مجرد، پژوهشگر و کارشناس موسیقی، صدای عصمت باقرپور بابلی (معروف به دلکش) تنها زن خواننده‌ای با صدای چپ‌کوک بود که در خوانندگیِ راست‌کوک هم تبحر داشت. وی از غلامحسین بنان نقل می‌کند که صدای دلکش را چنین توصیف کرده بود که انگار دو خواننده در حال خواندن هستند: وقتی دلکش با صدای بم می‌خواند صدایش شبیه مردان بود و وقتی با صدای زیر می‌خواند صدایی زنانه داشت. به گفتهٔ حسینعلی ملاح، بنان خود صدای راست‌کوک داشت و ملاح این اصطلاح را برای خوانندگان معادل باریتون دانسته‌است.
تفاوت آواز راست‌کوک و چپ‌کوک، دقیقاً مانند تفاوت آن در سازهایی مثل تار و سه‌تار نیست؛ مثلاً در آواز راست‌کوکِ شور، نت پایه ممکن است سل یا لا باشد، و در آواز چپ‌کوک نت دو یا ر باشد.
در بین خوانندگان مرد، این که بتوانند چپ‌کوک بخوانند (یعنی به گسترهٔ صوتی وکال بالاتری که معمولاً مختص زنان است ورود کنند) یک ویژگی محسوب می‌شود. برای نمونه، عاشیق رسول قربانی بابت همین توانایی‌اش توسط ابوالحسن مختاباد ستایش شده‌است. به‌طور متقابل، این که خوانندهٔ زن بتوانند در راست‌کوک آواز بخواند نیز نادر است.
برخی دستگاه‌ها در گذشته فقط در راست‌کوک خوانده می‌شدند، از جمله راست‌پنج‌گاه و نوا؛ به گفتهٔ داریوش صفوت این دستگاه‌ها را در گذشته «به دلایل نامعلومی» به زنان یاد نمی‌دادند، در نتیجه در چپ‌کوک اجرا نمی‌شدند. با این حال، به گفتهٔ در دورهٔ قاجاریه که زنان در خوانندگی پیشرفت چشمگیر داشتند — از جمله قمرالملوک وزیری که سرآمد آنان بود — اجرای این دستگاه‌ها توسط زنان نیز صورت می‌گیرد. با این حال صفوت می‌گوید که در زمان نت‌نویسی، نوا و راست‌پنج‌گاه تنها به صورت راست‌کوک نت‌نویسی می‌شوند.

## اهمیت
اگر چه به لحاظ نظری، هر گاه فواصل موسیقی از اعتدال مساوی تبعیت کند می‌توان هر قطعهٔ موسیقی را بر پایهٔ هر نتی اجرا کرد، اما در عمل سازهای موسیقی ایرانی چنین امکانی را ندارند. سازهایی مثل سه‌تار که پرده دارند، برای تمام نت‌ها پرده ندارند و به کار گرفتن کوک‌های دیگر مستلزم افزودن پرده‌های بیشتری است که نواختن ساز را دشوارتر می‌کند. در نتیجه فقط دو کوک (یکی برای اجراهای بم‌تر و یکی برای اجراهای زیرتر) به کار گرفته می‌شود که همان راست‌کوک و چپ‌کوک هستند.

## پیشینه
صفی‌الدین ارموی در رسالهٔ الأدوار به توصیف ساز عود پرداخته‌است و برای توصیف نحوهٔ نواختن ساز عود، موقعیت انگشتان نوازنده روی دستهٔ ساز را برای اجرای هر یک از نت‌ها و فواصل توضیح داده‌است. وی در این رسالهٔ نحوهٔ کوک کردن ساز عود را نیز توضیح می‌دهد. در فصل ۱۲ این رساله، ارموی به کوک‌های «غیر معهود» (کوک‌هایی به جز کوک اصلی ساز عود) اشاره می‌کند؛ این کوک‌ها را می‌توان تا حدی شبیه به «چپ‌کوک» در تار و سه‌تار، یا کوک‌های ابتکاری دیگر دانست.

### نام
به عقیدهٔ برخی از استادان موسیقی از جمله ابوالحسن صبا، دلیل آن که به چپ‌کوک چنین نام داده‌اند آن است که برای اجرای آن در سازهایی مثل سه‌تار یا کمانچه، باید گوشی‌های ساز را به سمت چپ چرخاند تا سیم اول ساز کمی کشیده‌تر شود و کوک ساز تغییر کند. برعکس، در راست‌کوک گوشی ساز را به سمت راست می‌چرخانند تا سیم اول ساز شل‌تر شود. اما منصور اعظمی‌کیا معتقد است که از آنجا که در ساز کمانچه و سازهای مشابه، وقتی ساز به حالتی عمودی گرفته شود، سیم‌های بمتر از زاویهٔ دید نوازنده در سمت راست قرار دارند و سیم‌های زیرتر در سمت چپ، این اصطلاحات هم به تناسب موقعیت این سیم‌ها نامگذاری شده‌اند. اما مرتضی حنانه در کتاب گام‌های گمشده این نظریه را به چالش کشیده‌است. او اگر چه تأکید می‌کند که همین نظریه را از چندین نوازندهٔ ویولن موسیقی ایرانی شنیده، اما اشاره می‌کند که در ردیف‌های نت‌نویسی شدهٔ اصلی، مثل ردیف موسی معروفی که در آن کوک ساز هم مشخص شده، کوک سیم اول همیشه ثابت و بر روی نت دو بوده‌است. حنانه همچنین اشاره می‌کند که در نظریهٔ بالا، تغییر کوک ساز باعث می‌شود که فاصلهٔ سیم اول و دوم بین چهارم درست و پنجم درست تغییر یابد اما می‌افزاید که چون اختلاف صدای زنان و مردان در حد چهارم یا پنجم درست نیست بلکه در حد یک اکتاو است، نظریهٔ فوق منطقی به نظر نمی‌رسد. حنانه توضیح احتمالی دیگری برای ریشهٔ اصطلاح چپ‌کوک و راست‌کوک ارائه می‌کند؛ او می‌گوید که این اصطلاحات به حالتی اشاره دارد که ساز نه به‌طور افقی، بلکه به‌طور عمودی نگه داشته شود (چیزی برای نواختن سازهایی مثل کمانچه معمول است)؛ برای همراهی با خوانندگانی که صدای زیر دارند، مانند زنان، بهتر است که سیم‌های زیر ساز نواخته شود که در سمت چپ هستند و برای همراهی با صداهای بم هم بهتر است که سیم‌های راست نواخته شوند که بمتر هستند. با این وجود، حنانه توضیح احتمالی خود را نیز بیش از حد ساده می‌داند و می‌گوید که ممکن است نام «راست کوک» به کوک مربوط به مقام راست اشاره داشته باشد، اگر چه مستندات کافی برای آن موجود نیست.
نظریهٔ دیگری که در مورد ریشهٔ تاریخی این اصطلاح مطرح شده آن است که این واژه ریشه در موسیقی ژاپنی دارد. اعظمی‌کیا به نقل از مهیار افشار می‌نویسد که در موسیقی ژاپنی که همراه با رقص بوده و از موسیقی ملیت‌های دیگر در آن استفاده می‌شده، معمول بوده که نوازندگان و خوانندگان هندی و چینی از سمت چپ به صحنه وارد شوند و خوانندگان کره‌ای و مغول از سمت راست، و این دو گروه از سازهای مختلف و کوک‌های متفاوتی استفاده می‌کرده‌اند که باعث شده که برای مفهوم کوک، دو جهت چپ و راست مطرح شوند. با این حال خود اعظمی‌کیا این دیدگاه را قانع‌کننده نمی‌داند و به دیدگاهی که بر اساس گسترهٔ صوتی خوانندگان است اعتبار بیشتری می‌دهد.